# طارق المكي
طارق المكي (27 يونيو 1958 - 31 ديسمبر 2012)، رجل أعمال وسياسي تونسي. كان يقيم بكندا. في عام 2007، أعلن معارضته للرئيس التونسي زين العابدين بن علي، وشهر بفشل النظام السابق وتزوير الانتخابات الرئاسية وانتشار الفساد، وانهيار مصداقية الجهاز القضائي.
طارق المكي يدعم خيارات السياسة الخارجية للرئيس التونسي الراحل الحبيب بورقيبة، خاصة التوصل إلى حل عادل للنزاع الإسرائيلي العربي وتوثيق العلاقات مع الدول الغربية. لجأ طارق المكي إلى الدول الأجنبية لأن النظام الديكتاتوري للمخلوع[لفظ إطراء] لا يقبل أي نوع من أنواع النقد ولا يحتمل أي شخص مهما كانت صفته محاولا تنوير الشعب التونسي.
يقول المحللون [مبهم] أن غالبية التونسيين يؤمن بمصداقية الأحزاب السياسية التي عارضت بن علي مما أجبر كوادرها وقادتها مثل طارق المكي على الفرار من النظام الديكتاتوري المتصلب في تونس. في المقابل يرون أن الأحزاب الأخرى التي تنشط في تونس هي مُسخَّرة لخدمة الحزب الحاكم لأكثر من 60 سنة وهي أحزاب مشكوك في مصداقيتها.[ما هي؟]

أنتج طارق المكي مجموعة من الأشرطة الهزلية بعنوان «ألف ليلة وليلة» تسخر من بن على وزوجته ليلى وأفراد عائلتها الطرابلسي. منذ شهر جوان 2008، يبث طارق المكي حصة تلفزية كل مساء يوم اثنين على قناة فضائية على القمر نيل سات موجهة للمواطنين التونسين في داخل تونس. يشرح فيها فساد الرئيس السابق وحاشيته وانهيار نظام القضاء والتعليم علاوة عن برنامجه السياسي، الاقتصادي والاجتماعي.
يوم 31 ديسمبر 2012 عثر على جثة طارق مكي ميتا في شقته وأفاد تقرير الطب الشرعي أن وفاته ناجمة عن سكتة قلبية.

## وصلات خارجية
- التسجيلات على ديلي موشن
- (بالفرنسية) Blog d'information sur l'initiative pour la proclamation de la deuxième république en Tunisie
- (بالفرنسية) Vidéos de Tarak Mekki sur youtube